# 이정신 (작가)
이정신은 대한민국의 텔레비전 드라마 작가이다. 

## 드라마
- 2024년 ENA & Genie 월화 미니시리즈 《취하는 로맨스》 ... 집필